# تترا-ترت-بوتیل‌اتیلن
۴-۳ بوتیل اتیلن (به انگلیسی: Tetra-tert-butylethylene) یک ترکیب شیمیایی با شناسه پاب‌کم ۱۳۱۷۹۷۷۳ است.